# Ferrari F12
Ferrari F12berlinetta (tip F152) este un motor grand tourer cu tracțiune spate față, produs de producătorul italian de automobile Ferrari. F12berlinetta a debutat la Salonul Auto de la Geneva din 2012 și înlocuiește 599 grand tourer. Motorul Ferrari V12 de 6,3 litri, aspirat natural, utilizat în modelul F12berlinetta a câștigat Premiul Internațional al Motorului Anului 2013 la categoria Cea mai bună performanță și Cel mai bun motor peste 4,0 litri. F12berlinetta a fost numită „Supermașina anului 2012” de revista auto Top Gear. F12berlinetta a fost înlocuit de 812 Superfast în 2017.
În 2014, F12berlinetta a primit premiul XXIII Premio Compasso d'Oro ADI. Flavio Manzoni, vicepreședintele principal al designului Ferrari, a acceptat premiul.